# ハナミズキ (曲)
「ハナミズキ」は、一青窈の5枚目のシングルであり、代表曲の1つ。2004年2月11日にコロムビアミュージックエンタテインメント（現・日本コロムビア）より発売された。初回盤はモノクロジャケット仕様。

## 概要
タイトルの元になった ″ハナミズキ″ は、一青窈が学生時代によく行った世田谷区内の二子玉川にある「ドッグウッドプラザ」にちなんでいる。アメリカ同時多発テロ事件発生時、ニューヨークにいた友人からのメールをきっかけに、一週間ほどで書いた詞であった。作詞当時は、A4用紙3枚程で ″テロ″、″散弾銃″ といった言葉があり、一青曰く「挑戦的な詞」であったという。その詞を削っていって「君と好きな人が百年続きますように」のフレーズにたどり着いたのは、一青自身も不思議に思っているという。
曲が初めて発表されたのは、リリースの約1年前の2003年4月に池上本門寺で行われた初の野外ライブ「月天心～しゅるり」であった。発表当時は、3番の歌詞の一部は歌唱前に読まれていた。なお、その模様はライブDVD「姿見一青也」に収録されている。
PVでは、歌詞に合わせて手話を取り入れている。第58回NHK紅白歌合戦では、大学生時代のサークルの友人と共に手話を行いながらの「ハナミズキ」を披露した。
2004年のライブツアー「てとしゃん」での機材輸送トラックのコンテナにハナミズキの通常版ジャケットからの写真があしらわれていた。ツアーの最終公演では、来場者3700名にハナミズキの苗木がプレゼントされた。
2004年のアテネ五輪女子マラソンで金メダルを獲得した野口みずきの名前の由来であったことも手伝って、2000年シドニー五輪（高橋尚子がマラソンにおいて金メダルを獲得）の時のhitomiの「LOVE 2000」に続く、金メダルソングとしても話題となった。
2006年12月のよみうりランドで行われた初のフリーライブ「BESTYO Free CONCERTYO」の当日の天気は曇り空であったが9曲目の「ハナミズキ」のサビを歌い出した途端、空が晴れ日光が一青をスポットライトのように照らし、幻想的な雰囲気になったという。
2009年11月に、この歌のイメージを実写化した同名映画が制作されると発表された。2010年8月に公開され、興行収入が28億円を超える大ヒットとなった。
2015年7月29日に、リリースされた一青にとって2作目となるカバーアルバム「ヒトトウタ」でも、「ハナミズキ」はセルフカバーされ、母校の森村学園の生徒と一緒に歌い上げた。
また、歌手の間でも歌われることが多く、2006年の鎌倉でのライブイベントで共演した森山良子に絶賛された。また、作曲者であるマシコタツロウのアルバム『歌う声を聞けば』をはじめ、徳永英明の『VOCALIST』、甲斐よしひろの『10 Stories』といったカバーアルバムに収録されている。また、ラジオ番組では福山雅治がギターでの弾き語りをした。2018年のアクト・アゲインスト・エイズ「ひとり紅白歌合戦」において桑田佳祐による歌唱も披露された。

## チャート成績・その他のランキング
オリコンの週間シングルランキングでは125週連続、累計では136週のチャートインとなった。カラオケランキングでは90週連続でTOP5入りとなるロングヒットを記録。2007年度の年間ランキングでは6位となった。
表題曲は日本音楽著作権協会（JASRAC）の著作権使用料分配額（国内作品）ランキングで2005年度の年間9位、2013年度の年間10位、2015年度の年間5位を獲得した。
第一興商が、自社の通信カラオケ『DAM』がサービスを開始した1994年4月から2018年10月までのデータを集計したところ、「ハナミズキ」は全楽曲中平成で最も歌われた楽曲であったことがわかった。また、2023年12月に発表された、DAM誕生以来の30年間カラオケランキングにおいて、楽曲別1位に「ハナミズキ」が輝いた。

## 収録曲
（全曲 作詞：一青窈／編曲：武部聡志）
1. ハナミズキ
作曲：マシコタツロウ
2. 年年歳歳
作曲：武部聡志
3. ハナミズキ（instrumental）

## タイアップ
ハナミズキ
- 日本テレビ系「火曜サスペンス劇場」主題歌（歌詞が一部異なる）
- 日本中央競馬会CMソング
- 日本テレビ系「行列のできる法律相談所」「カンボジア学校建設プロジェクト」テーマソング（はじめてが制作されるまで）
- 東宝配給映画「ハナミズキ」主題歌
- トヨタ自動車「パッソ」（2代目2014年4月改良型）CMソング
- 西日本旅客鉄道（JR西日本）七尾線 宇野気、羽咋、金丸、能登部、良川、能登二宮、七尾駅接近メロディー
- 2019年9月9日～9月15日放送のKBS京都「京都・時の証言者」で2004年のBGMでも使用。
- サントリー天然水CMソング(合唱版)

年年歳歳
- アニマックスアニメ「愛してるぜベイベ★★」エンディングテーマ

## 受賞
- 2004年のベストヒット歌謡祭でゴールドアーティスト賞
- 2004年の日本有線大賞で優秀賞受賞

## 作品収録
ハナミズキ
- 一青想（2004年4月7日）
- BESTYO（2006年11月29日）
- .LOVE（2008年10月29日）
- はじめて（2008年11月19日）
- ヒトトウタ(2015年7月29日) ※アレンジ、新録音して収録

## カバー
記載のない場合はアルバムに収録。
| リリース       | アーティスト                                    | 収録作品                                                     | 備考                                                           |
| -------------- | ----------------------------------------------- | ------------------------------------------------------------ | -------------------------------------------------------------- |
| 2004年12月1日  | マシコタツロウ                                  | 『歌う声を聞けば』                                           | 作曲者によるセルフカバー                                       |
| 2005年9月14日  | 徳永英明                                        | 『VOCALIST』                                                 |                                                                |
| 2007年2月7日   | 甲斐よしひろ                                    | 『10 Stories』                                               |                                                                |
| 2007年3月7日   | Sotte Bosse                                     | 『innocent view』                                            |                                                                |
| 2007年8月22日  | 美吉田月                                        | 『pure flavor #1〜color of love〜』                          |                                                                |
| 2007年11月7日  | 中西保志                                        | 『Standards2』                                               |                                                                |
| 2007年12月8日  | DUNCAN'S DIVAS（Snuffのダンカン・レッドモンズ） | 『Sticks Up Girls』                                          |                                                                |
| 2008年3月5日   | 森山良子                                        | 『春夏秋冬』                                                 |                                                                |
| 2008年6月4日   | 石原詢子                                        | 『しあわせ演歌・石原詢子です』                               |                                                                |
| 2009年4月22日  | 石原詢子                                        | 『 エンカのチカラ -GORGEOUS 90's-00's-』                     | 石川さゆり、細川たかしら演歌歌手によるコンピレーションアルバム |
| 2008年10月1日  | Dew                                             | 『花図鑑 別冊』                                              |                                                                |
| 2008年11月26日 | エリック・マーティン                            | 『Mr. Vocalist』                                             | 英語でのカバー                                                 |
| 2009年2月25日  | 沢田知可子                                      | 『歌姫ものがたり』                                           |                                                                |
| 2010年3月10日  | rice                                            | 『Lovers』                                                   |                                                                |
| 2010年8月4日   | cargo×seira                                     | 『FLOWER SHOWER』                                            | 英語でのカバー                                                 |
| 2010年9月22日  | 新垣結衣                                        | 『虹』                                                       |                                                                |
| 2011年11月2日  | 岩崎良美                                        | 『色彩の主人公』                                             |                                                                |
| 2013年1月16日  | JOY                                             | 『JOY COVERS』                                               |                                                                |
| 2013年1月23日  | Super Junior-K.R.Y.                             | 『Promise You』                                              |                                                                |
| 2013年11月6日  | 岩佐美咲                                        | 『リクエスト・カバーズ』                                     |                                                                |
| 2013年12月18日 | 青木隆治                                        | 『VOICE 200X』                                               |                                                                |
| 2014年1月19日  | 華風月                                          | 『THEME OF 華風月』                                          |                                                                |
| 2014年9月12日  | keity，pop                                      | 『皆で歌おう！すぐに歌って騒げるEDM×J-POPカヴァーvol.1』     |                                                                |
| 2015年1月1日   | May J.                                          | 『May J. W BEST -Original & Covers-』                        |                                                                |
| 2015年1月28日  | 中森明菜                                        | 『歌姫4 -My Eggs Benedict-』                                 |                                                                |
| 2015年6月10日  | 松崎しげる                                      | 『私の歌 ～リスペクト～』                                    |                                                                |
| 2017年4月26日  | 安達垣愛姫（大橋彩香）                          | 『政宗くんのリベンジ Blu-ray&DVD 第2巻特典CD』               |                                                                |
| 2018年6月20日  | 天童よしみ                                      | 『VOICE』                                                    |                                                                |
| 2019年3月20日  | 堀優衣                                          | 『テレビ東京系 「THEカラオケ★バトル」 5th Anniversary BEST』 |                                                                |
| 2019年4月24日  | Baby Boo                                        | 『花が咲く日は』                                             |                                                                |
| 2019年6月5日   | 桑田佳祐                                        | ライブビデオ『平成三十年度! 第三回ひとり紅白歌合戦』         |                                                                |
| 2019年11月27日 | 童田明治                                        | 『IMAGINATION vol.2』                                        |                                                                |
| 2020年2月26日  | ソンジェ                                        | 『男の花道～SUNGJE'S JAPANESE SONGBOOK～』                   |                                                                |
| 2021年1月20日  | 森内寛樹                                        | 『Sing;est』                                                 |                                                                |
| 2021年11月17日 | 大江裕                                          | 『TRY～大江裕J-POPを歌う～』                                 |                                                                |
| 2022年3月16日  | 五木ひろし                                      | 『DREAM -五木ひろし J-POPを唄う-』                           |                                                                |
| 2022年5月12日  | 大泉洋                                          | CM『ヤクルト本社・ヤクルト400W「人生100年時代」編』          |                                                                |